# Nam Ji-hyun
Son Ji Hyun, más conocida como Nam Ji-hyun (en hangul, 남지현; Incheon, 9 de enero de 1990), es una cantante, bailarina y actriz surcoreana. Era líder del grupo 4minute, el cual fue formado por Cube Entertainment en el 2009 hasta la separación del grupo en 2016.

## Biografía
Ji-hyun nació el 9 de enero de 1990 en Incheon, Corea del Sur. Ji-hyun audicionó para JYP Entertainment pero fue eliminada. Sin embargo, ella se unió a Cube Entertainment como resultado del fundador de Cube Entertainment, Hong Seung-Sung, de ser recomendada por el departamento de reclutamiento de JYP en la búsqueda de los miembros para formar 4Minute. Ella se convirtió en la vocalista y bailarina del grupo de chicas 4Minute.
El 24 de febrero de 2015 se graduó de la Universidad Sangmyung recibiendo una licenciatura en danza (específicamente en el ballet contemporáneo) y un premio por su trayectoria en la ceremonia de graduación de la universidad.

## Carrera
El 28 de diciembre de 2021 se anunció que se había unido a la agencia FN Entertainment.
En 2017 comenzó a promocionarse bajo el nombre de Son Ji-hyun, sin embargo desde finales de 2021 regresó al nombre de Nam Ji-hyun.

### 2009: Debut con 4Minute
Ji-hyun fue anunciada por Cube Entertainment como miembro y líder del grupo en mayo de 2009 junto con Kim Hyun-a, quien anteriormente era miembro del grupo Wonder Girls. Cube Entertainment lanzó un teaser para su primer sencillo "Hot Issue" el 10 de junio, el cual salió a la venta el 18 de junio. Luego de su lanzamiento el grupo promocionó la canción durante la mitad del mes de agosto. Jihyun desde entonces fue la líder y sub-vocalista del grupo, además de ser la mayor de las 5 miembros.

### 2010–2016: Debut y carrera como actriz
El 14 de octubre de 2010 Ji-hyun tuvo un rol en el Thriller Late Night FM junto con su compañera de grupo  Hyuna.
El 7 de diciembre de 2010, debutó en el dorama It's Okay, Daddy's Girl como Shin Sun Hae, una estudiante de derecho, hermana de Shin Seon Do, y amiga de Hyuk Gi.
Ji-hyun apareció en el vídeo musical de Lee Hyun You Are the Best of My Life el 14 de febrero de 2011, junto con Jung Juri. En el vídeo Lee Hyun está hechizado, cae bajo la ilusión que Jung Juri es Ji-hyun y se enamora de ella.
Ji-hyun formó parte del elenco del dorama A Thousand Kisses como Jang Soo Ah, la hermana menor de Jang Woo Jin.
En julio de 2012, apareció en el video musical de Seo Eunkwang y Yoo Sungeun, 'Love Virus', junto con Noh Ji hoon. También formó parte del elenco de un programa del canal tvN llamado 'The Romantic', el cual ha finalizado de grabarse en Jeju-do.
La premier de éste fue el 11 de noviembre.

### 2016–presente: Disolución de 4Minute y cambio de agencia
El 12 de junio de 2016 se anunció la disolución del grupo después de 7 años de vida. Luego de la disolución, Jihyun no renovó contrato con Cube Entertainment, dejando también la agencia.
El 30 de septiembre se anunció que Jihyun había firmado como actriz con Artist Company, una agencia de entretenimiento fundada en mayo del 2016 por los actores Jung Woo-sung y Lee Jung Jae.
El 29 de junio de 2017 se anunció que Jihyun formaría parte del reparto del drama de KBS2, "Best Delivery Person"; donde interpretará el papel de Choi Yeon Ji, la instructora de yoga que es amiga de la protagonista Lee Dan Ah. El primer episodio de este drama se emitió el 28 de julio de ese año.
En marzo de 2020 se anunció que se había unido a la agencia "Wells Entertainment".
El 28 de diciembre de 2021 se anunció que se había unido a la agencia "FN Entertainment".

## Filmografía

### Películas
| Año  | Título      | Rol        | Nota                   |
| ---- | ----------- | ---------- | ---------------------- |
| 2010 | Midnight FM | Ella misma | Cameo                  |
| 2014 | The Youth   | Seung Ah   | segmento: "Wonderwall" |

### Dramas
| Año  | Título                                                  | Rol          | Notas            | Canal                        |
| ---- | ------------------------------------------------------- | ------------ | ---------------- | ---------------------------- |
| 2010 | It's Okay, Daddy's Girl                                 | Shin Sun Hae | Rol Menor        | SBS                          |
| 2011 | A Thousand Kisses                                       | Jang Soo Ah  | Papel Secundario | MBC                          |
| 2012 | The 3rd Hospital                                        | Ella Misma   | cameo            | tvN                          |
| 2012 | Ms Panda and Mr Hedgehog                                | Ella Misma   | Cameo            | Channel A                    |
| 2013 | Monstar                                                 | Stella       | Cameo            | Mnet                         |
| 2013 | Love and War 2                                          | Seo Young    | Papel Principal  | KBS                          |
| 2013 | Love For Ten - Generation of Youth                      | Yoon Min Ah  | Papel Principal  | Daum (drama Online)          |
| 2014 | Marriage, Not Dating                                    | Ella Misma   | Cameo            | tvN                          |
| 2014 | Love Cells                                              | Seorin       | Papel Principal  | Naver TV Cast (drama Online) |
| 2015 | She Is 200 Years Old                                    | Se Yeon      | Papel Principal  | Drama Online                 |
| 2016 | My Little Baby                                          | Han So Yoon  | Papel Secundario | MBC                          |
| 2017 | Strongest Deliveryman                                   | Choi Yun-ji  | Papel Secundario | KBS2                         |
| 2018 | Grand Prince                                            | Roo Shi-gae  | Papel Secundario | TV Chosun                    |
| 2019 | When the Devil Calls Your Name                          | Yoo Dong-hee | Papel secundario | tvN                          |
| 2020 | Can’t Be Bothered to Date, But Don’t Want to be Lonely! | Han Ah-reum  | Papel secundario | MBC Every1                   |
| 2022 | Why Her                                                 | Na Se-ryun   | Papel secundario | SBS TV                       |

### Programas de variedades
| Año  | Título              | Notas                                         |
| ---- | ------------------- | --------------------------------------------- |
| 2020 | King of Mask Singer | (ep. #245) - participó como "White Butterfly" |
| 2012 | The Romantic & Idol |                                               |

### Apariciones en vídeos musicales
| Año  | Canción                       | Artista  | Rol        |
| ---- | ----------------------------- | -------- | ---------- |
| 2011 | "You Are the Best of My Life" | Lee Hyun | Ella misma |
| 2012 | "Love Virus"                  | BtoB     | Ella misma |
| 2012 | "Beautiful Lady"              | ZE:A     | Ella misma |
| 2013 | "When You Leave Me"           | M4M      | Ella misma |